# Caterina de Ricci
Caterina de Ricci, al segle Alessandra Lucrezia Romola (Florència, 23 d'abril de 1522 - Prato, 2 de febrer de 1590) va ser una religiosa dominica i autora mística italiana, venerada com a santa per l'Església catòlica.

## Biografia
De família rica, als sis anys, el seu pare la va fer ingressar al veí convent de Monticelli perquè hi estudiés, la qual cosa va influir en la seva vocació posterior. Després d'un breu període fora del convent, als catorze anys es va fer monja dominica al monestir de San Vincenzo de Prato. En fou l'abadessa des dels 25 anys i hi passà la resta de la seva vida.
Va mantenir correspondència amb tres futurs papes: Marcel II, Climent VIII i Lleó XI; els seus consells eren molt valorats per molta gent, ja fos anant a veure-la al convent o per carta. Va morir a Prato en 1590, després d'una llarga malaltia.

## Veneració
Caterina va ser canonitzada per Benet XIV el 1746. La festa litúrgica es va fixar el 4 de febrer, perquè no coincidís amb la Candelera (el dia 2) o Sant Blai (el 3); el 1969 es va passar al 2 de febrer.

## Llegendes
Segons la llegenda, les seves meditacions sobre la Passió de Crist eren tan sentides que començava a sagnar, i mentre pregava, apareixia al seu dit una marca vermellosa, com un anell, símbol del seu matrimoni místic amb Crist. Va tenir estigmes permanents, que es manifestaven sempre a la mateixa hora, especialment durant la Setmana Santa, i que van atreure molta gent que hi veia un miracle.

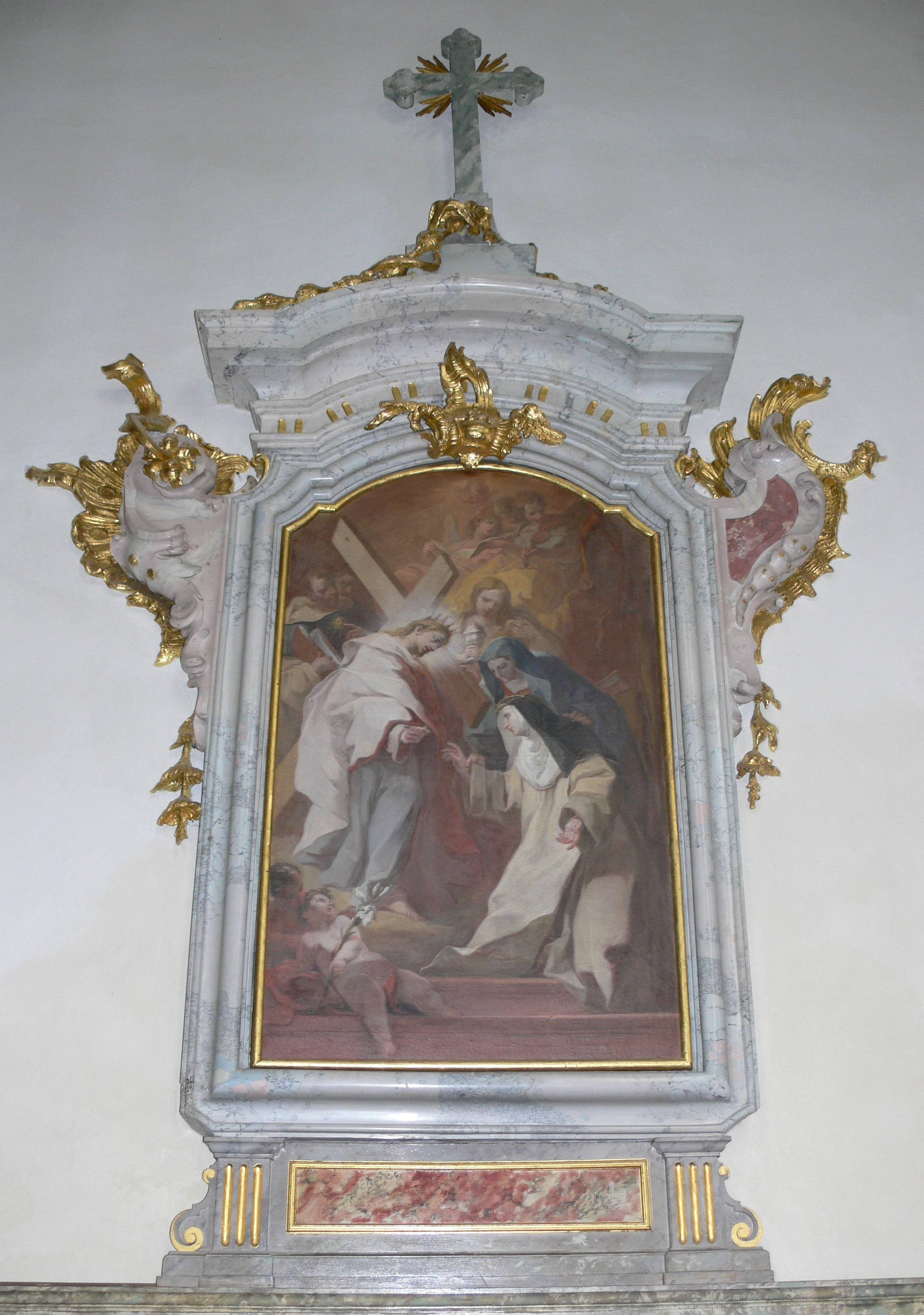
Pintura de Franz Joseph Spiegler, 1747 (Habsthal, Alemanya)
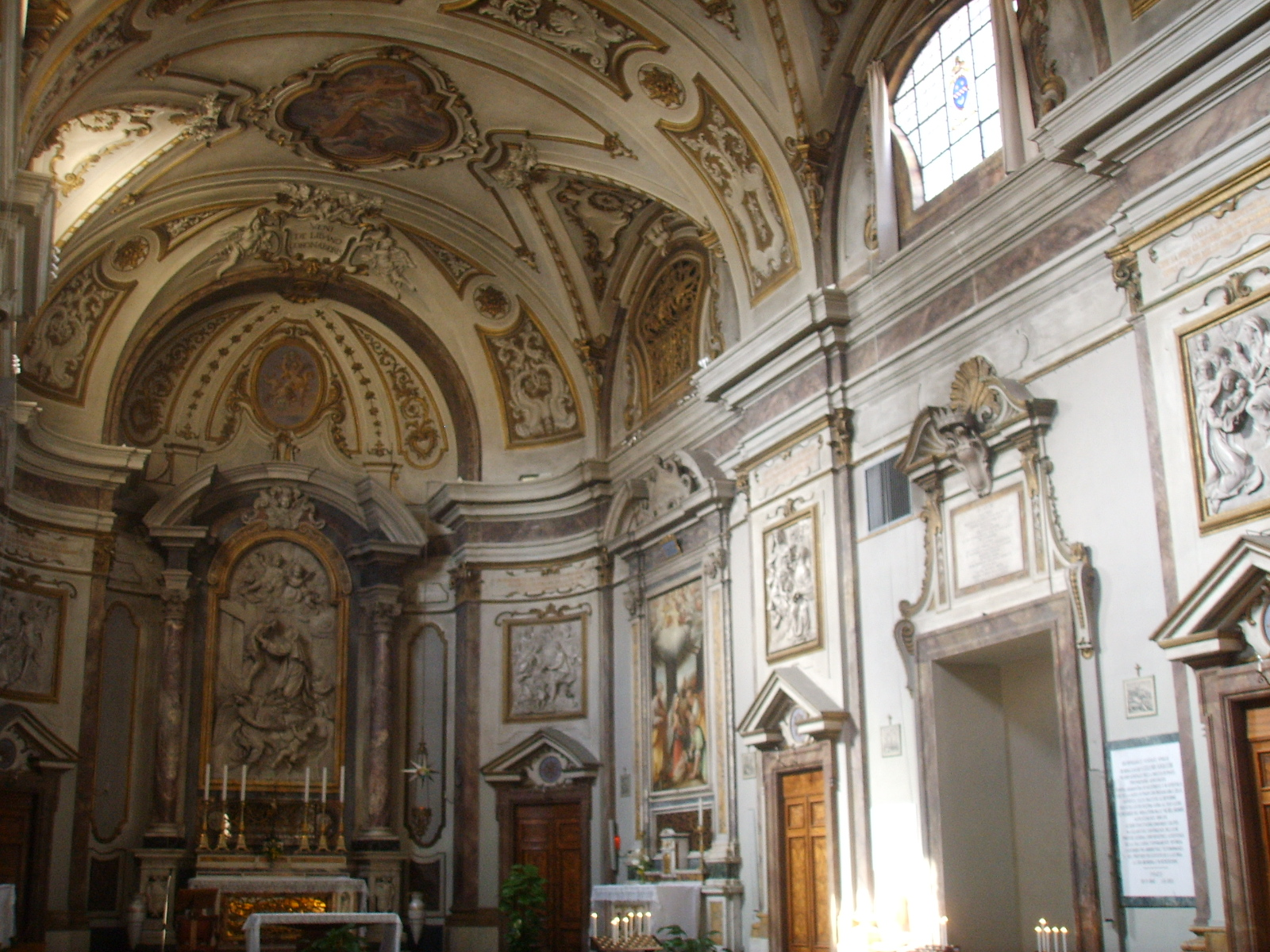
Basilica de S. Vincenzo, amb l'altar major i les restes de la santa
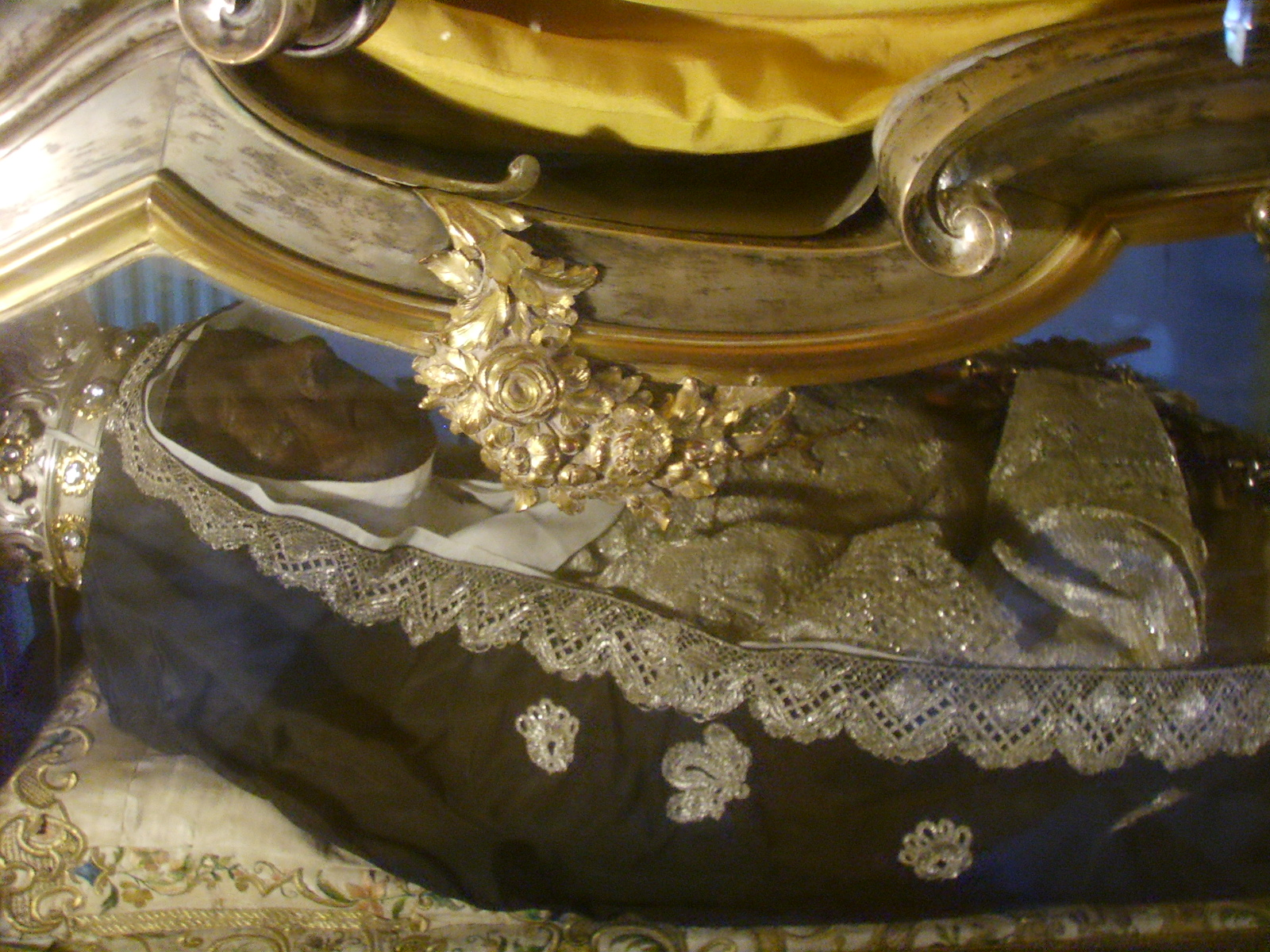
Cos incorrupte de la santa (Prato, S. Vincenzo)
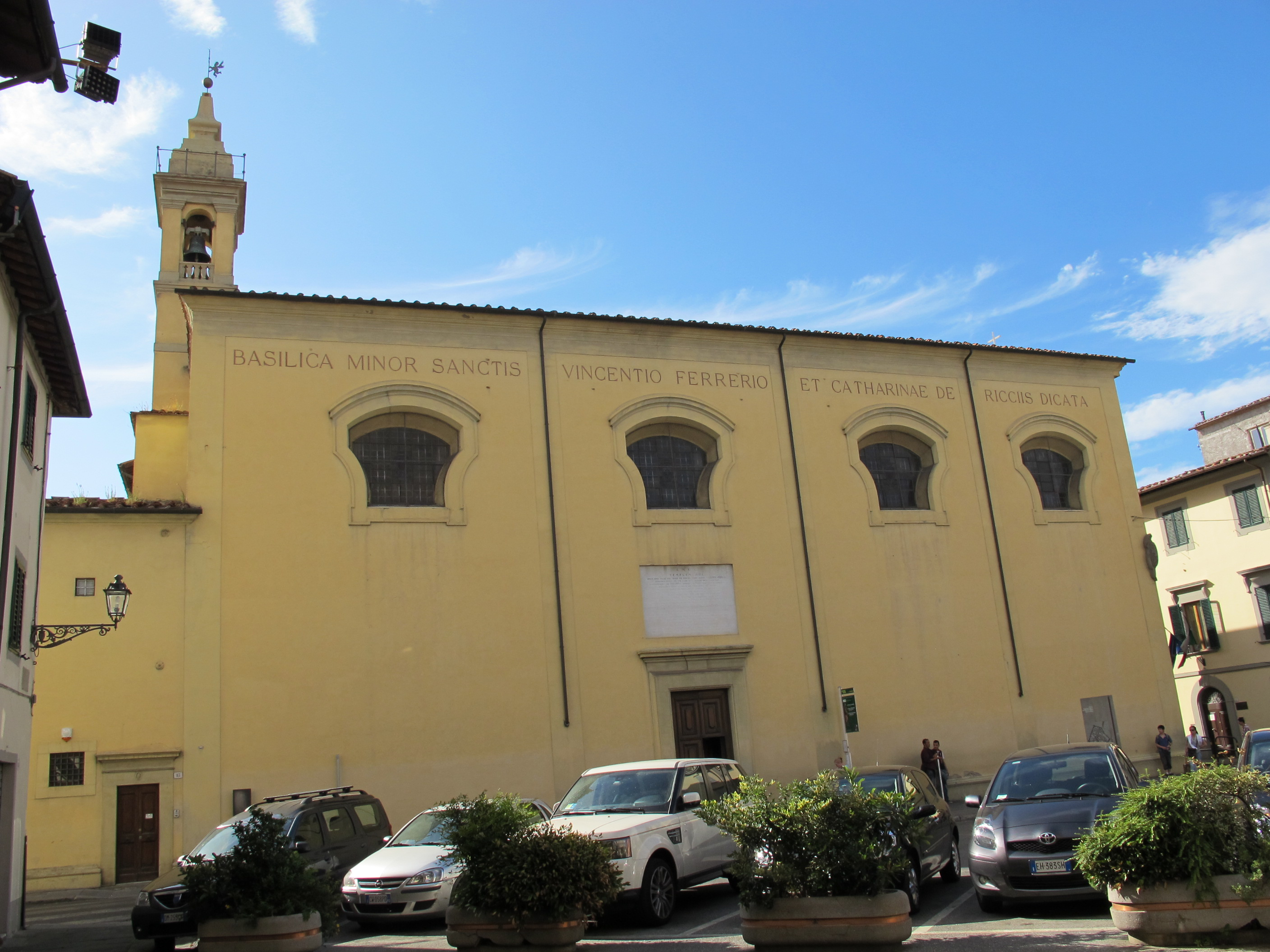
Façana lateral de la basílica de Prato